# Antelope Canyon
Antelope Canyon és un canyó molt visitat i fotografiat situat a Arizona, Estats Units. Es troba a la Nació Navajo prop de Page, Arizona. Inclou dues zones separades: Upper Antelope Canyon o The Crack; i Lower Antelope Canyon o The Corkscrew.
El nom en idioma navajo del canyó Upper Antelope és Tsé bighánílíní que significa "el lloc on l'aigua corre a través de les roques." El Lower Antelope Canyon es diu Hazdistazí o "Hasdestwazi" que vol dir "arcs de roca en espiral".

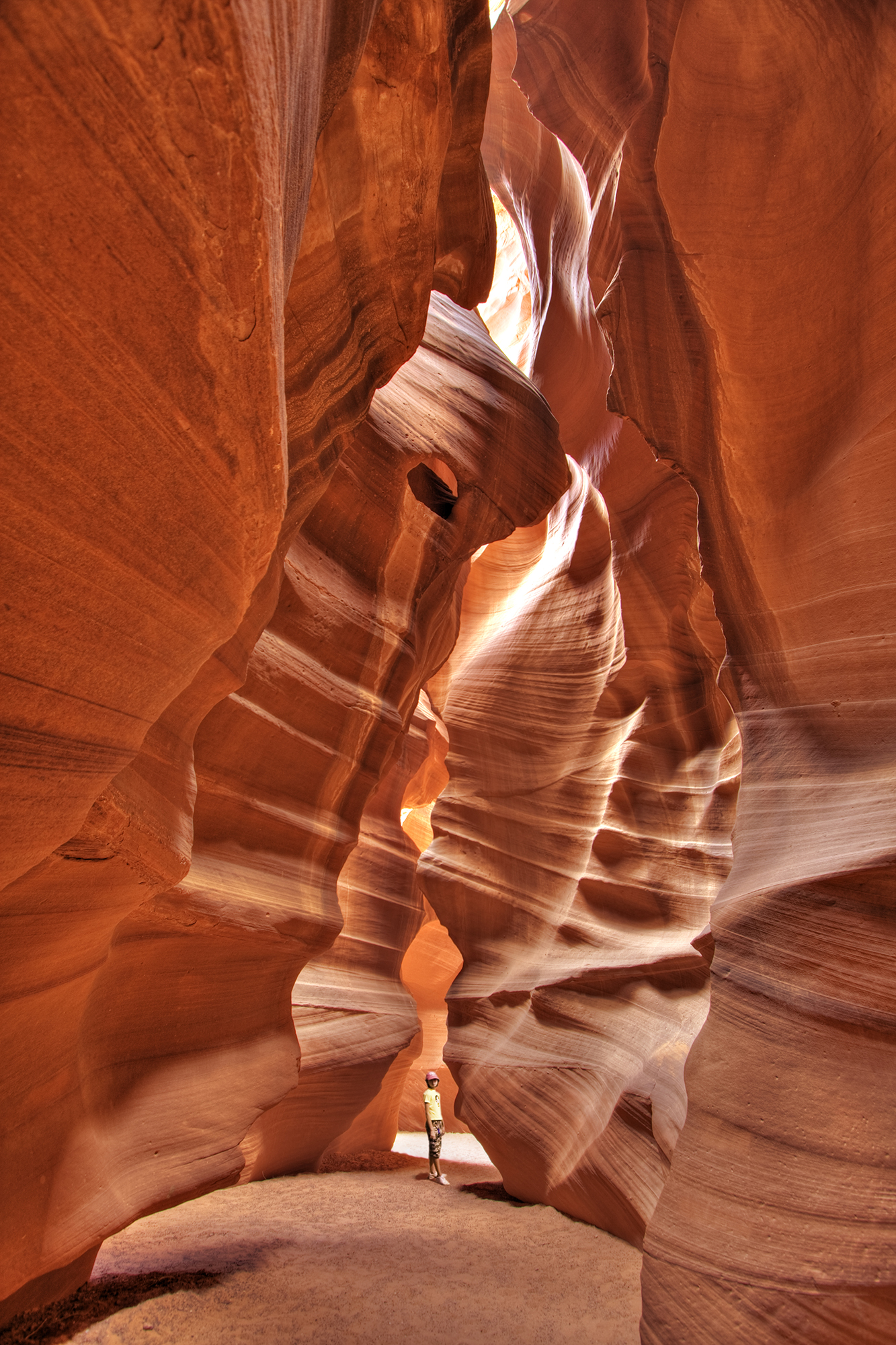
Interior del canyó Upper Antelope

Aquest canyó es va formar per erosió de la pedra sorrenca del tipus Navajo (Navajo sandstone), principalment per inundacions sobtades especialment durant les pluges del monsó nord-americà, que corren en la conca de drenatge recollint la sorra i dipositant-la en estrets passadissos rocosos que al llarg del temps agafen una forma característica.

## Turisme i fotografia
Els navajos només hi van permetre l'accés a partir de 1997, i la visita s'ha de fer obligatòriament amb guies, ja que en cas d'inundació sobtada hi ha risc de mort. La fotografia necessita un rang d'exposició molt ample, sovint de 10 EV o més per la reflexió de la llum en les parets del canyó.